# آنا ستاتشورسكا
آنا ليفاندوفسكا (بالبولندية: Anna Lewandowska)‏ (7 سبتمبر 1988–) هي رياضية بولندية، وخريجة أكاديمية التربية البدنية في وارسو، ومتخصصة في التغذية والكاراتيه وممثلة للبلاد في الكاراتيه التقليدية ورائدة أعمال. وهي حائزة على العديد من الميداليات في البطولات العالمية والأوروبية والوطنية. وهي زوجة لاعب كرة القدم البولندي روبرت ليفاندوفسكي، وأنجبت ابنتها الأولى في 7 مايو 2017 والثانية في 6 مايو 2020.